# Clàudia Marcel·la la Major
Marcel·la la Major o Marcela (en llatí: Claudia Marcella Major) va ser la filla de Gai Claudi Marcel i d'Octàvia (germana d'August). Formava part de la dinastia Júlio-Clàudia.
Marcel·la la Major va néixer a Roma l'any 43 aC. La va criar i educar la seva mare, el seu oncle matern i l'emperadriu Lívia. Va viure a Atenes entre els anys 39 i 36 aC, amb la seva mare i Marc Antoni, el seu padrastre. L'any 36 aC va tornar amb la seva mare a Roma.
Es va casar en primeres noces amb Marc Vipsani Agripa que es va separar d'ella l'any 21 aC a la mort del seu germà Marc Claudi Marcel, per casar-se amb Júlia (filla d'August). Llavors el seu oncle la va donar en matrimoni a Jul·lus Antoni, fill de Marc Antoni, amb qui va tenir un fill, Luci Antoni.